# Kunigunde von Sternberg

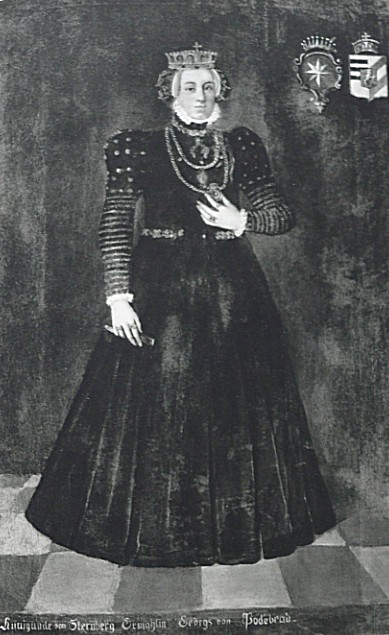
Kunigunde von Sternberg

Kunigunde von Sternberg (tschechisch: Kunhuta ze Šternberka, auch Kuňka ze Šternberka) (* 18. November 1422 oder 18. November 1425 auf Schloss Konopiště in Konopiště; † 19. November 1449 in Poděbrady (Podiebrad), Chrudimer Kreis) war die erste Ehefrau des späteren böhmischen Königs Georg von Podiebrad.

## Leben
Kunigundes Eltern waren der böhmische Hochadlige Smil Holitzky von Sternberg († 1431) und Barbara von Pardubitz († 1433). Ihr Vater war ein Anhänger der Hussiten. 1441 vermählte sie sich mit dem damals 21-jährigen Georg von Podiebrad, der seit 1440 Hauptmann des Bunzlauer Kreises war. Dieser Ehe entstammten die Söhne
- Boček (1442–1496)
- Viktorin (1443–1500) und
- Heinrich der Ältere (1448–1498)

sowie die Töchter
- Barbara (1446–1474), verheiratet 1. mit Heinrich von Leipa (Jindřich z Lipé, † 1469), 2. mit Jan Křinecký von Ronow
- Kunigunde (Katharina) (1449–1464), verheiratet mit Matthias Corvinus, König von Ungarn
- Sidonie (Zděnka) (1449–1510), Herzogin von Sachsen

Kunigunde gehörte der utraquistischen Kirche an. 1444 stiftete sie in Podiebrad ein Spital, das nach ihr benannt und bis Anfang des 20. Jahrhunderts betrieben wurde. Daneben gründete sie dort eine Stiftung für Jugenderziehung, Schulbau und Integration von Gefangenen.
Sie starb wenige Tage nach der Geburt ihrer Zwillingstöchter Kunigunde und Sidonie. Nach ihrem Tod wurde sie in der Podiebrader Pfarrkirche Erhöhung des Heiligen Kreuzes beigesetzt.